# Флавиан (Городецкий)
Митрополи́т Флавиа́н (в миру Николай Николаевич Городе́цкий; 26 июля 1840, Орёл — 4 (17) ноября 1915, Киев) — епископ Русской православной церкви, митрополит Киевский и Галицкий. Духовный писатель.

## Биография
Родился 26 июля 1840 года в Орле в дворянской семье. На четвёртом году от рождения он лишился отца, а на десятом — матери.
Домашнее воспитание получил в доме тётки. Среднее образование — в Орловской гимназии, куда поступил прямо в четвёртый класс в 1853 году.
По окончании гимназии зачислен на юридический факультет Московского университета (1857). В 1861 году на 4-м курсе (возможно, вследствие студенческих волнений) оставил учёбу и, пройдя 90 вёрст из Москвы, поступил послушником в Николо-Пешношском монастыре, затем, с декабря 1863 года, — в московском Симонове монастыре. В феврале 1866 года поступил секретарём к архимандриту Гурию, назначенному настоятелем русской посольской церкви в Риме, был пострижен в монашество и рукоположен во иеродьякона. Вследствие разрыва отношений русского правительства с папским двором (1867) переведён в Казань, где рукоположен в иеромонахи Спасо-Преображенского монастыря. Перемещён (15.2.1868) по собственному желанию в Симферополь в число братии Таврического архиерейского дома. Исполнял обязанности (1871) инспектора классов и законоучителя Таврического епархиального женского училища. Определён настоятелем Бахчисарайского Успенского скита (16.4.1873).
6 июня 1873 года назначен членом Пекинской миссии. Изучив китайский язык, Флавиан перевёл на него «Объяснение православного богослужения», им самим составленное, «Указание пути в царство небесное» митрополита Московского Иннокентия, «Краткое изложение христианской веры» протоиерея Николая Волобуева и др. 2 января 1879 года был назначен начальником Пекинской духовной миссии и возведён в сан архимандрита.
В 1884 году по возвращении в Россию был зачислен в число братии Александро-Невской лавры.
2 февраля 1885 года хиротонисан во епископа Аксайского, викария Донской епархии.
29 июня того же года перемещён на кафедру епископа Люблинского, викария Холмско-Варшавской епархии.
С 14 декабря 1891 года — епископ Холмский и Варшавский. 
15 мая 1892 года возведён в сан архиепископа.
С 1892 по 1894 год присутствовал в Святейшем синоде.
С 21 февраля 1898 года — архиепископ Карталинский и Кахетинский, экзарх Грузии.
С 10 ноября 1901 года — архиепископ Харьковский и Ахтырский.
С 8 декабря 1902 года — почётный член Киевской духовной академии.
С 1 февраля 1903 года — митрополит Киевский и Галицкий и священно-архимандрит Киево-Печерской Успенской лавры.
29 августа 1911 года награждён правом предношения креста за богослужением.
Скончался 4 ноября 1915 года от астмы в Киевско-Печерской лавре.

## Сочинения

Памятник в Орле

- Речь при встрече его в Киево-Софийском кафедральном соборе, 25 февраля 1903 года. «ТКДА» 1903, март, с. 1.
- Речь в Киево-Печерской Лавре 25 февраля 1907 г. «ТКДА» 1903, март, с. 5.
- «Послание пастырям Киевской епархии». «ТКДА» 1905, октябрь, с. 133.
- «Речи при вступлении царей в Киево-Софийский собор 29 августа 1911 года». "Приб. к «ЦВ» 1911, № 38, с. 1557.
- «Слово духовенству Киевской епархии». "Приб. к «ЦВ» 1914, № 33, с. 1447.
- «Речь, сказанная при вручении жезла новохиротонисанному епископу Каневскому Василию, первому викарию Киевской епархии 6 августа 1914 года». "Приб. к «ЦВ» 1914, № 34, с. 1499. «ТКДА» 1914, сентябрь-октябрь, с. 1.
- «Объяснение православного богослужения». Материалы для китайского словаря.
- Переводы на китайский язык:
- «Указания пути в Царство Небесное». Преосвящ. Иннокентия.
- «Краткое изложение христианской веры». Составлено прот. Н. Волубовым.